# 戴源
戴源（1962年1月—），男，汉族，安徽天长人。中华人民共和国政治人物，中国共产党党员，第十三届全国人民代表大会江苏地区代表。

## 生平
2012年5月任中共常州市委副书记；2017年2月任盐城市人民政府市长；2018年4月任中共盐城市委书记；2019年1月兼任盐城市人大常委会主任。2021年，免去中共盐城市委书记一职，回到常州市出任市政协党组书记。
2018年2月24日，当选为第十三届全国人大代表。